# Раск (округ, Техас)
Шаблон:StateAbbr_ 32°07′ пн. ш. 94°46′ зх. д. / 32.11° пн. ш. 94.76° зх. д.
Округ Раск (англ. Rusk County) — округ (графство) у штаті Техас, США. Ідентифікатор округу 48401.

## Історія
Округ утворений 1843 року.

## Демографія
За даними перепису 2000 року загальне населення округу становило 47372 осіб, зокрема міського населення було 15651, а сільського — 31721. Серед мешканців округу чоловіків було 24155, а жінок — 23217. В окрузі було 17364 домогосподарства, 12720 родин, які мешкали в 19867 будинках. Середній розмір родини становив 3,05.
Віковий розподіл населення поданий у таблиці:
| Стать    | До 15 років | 15-21 | 22-29 | 30-39 | 40-49 | 50-65 | 65-85 | Понад 85 |
| -------- | ----------- | ----- | ----- | ----- | ----- | ----- | ----- | -------- |
| Чоловіки | 4900        | 2438  | 2418  | 3557  | 3902  | 3849  | 2762  | 329      |
| Жінки    | 4604        | 2265  | 1960  | 2972  | 3298  | 3797  | 3573  | 748      |

## Суміжні округи
- Грегг — північ
- Гаррісон — північний схід
- Панола — схід
- Шелбі — південний схід
- Накодочес — південь
- Черокі — південний захід
- Сміт — північний захід

## Виноски
1. ↑  U.S. Decennial Census. United States Census Bureau. Архів оригіналу за 12 травня 2015. Процитовано 9 травня 2015.
2. ↑  Texas Almanac: Population History of Counties from 1850–2010 (PDF). Texas Almanac. Архів оригіналу (PDF) за 26 лютого 2015. Процитовано 9 травня 2015.
3. ↑  State & County QuickFacts. United States Census Bureau. Архів оригіналу за 17 липня 2011. Процитовано 23 грудня 2013.(англ.) Наведено за англійською вікіпедією.
4. ↑  American FactFinder. Бюро перепису населення США. Архів оригіналу за 26 лютого 2012. Процитовано 31 січня 2008.

| США | Це незавершена стаття з географії США. Ви можете допомогти проєкту, виправивши або дописавши її. |